# Mariusz Tyranowski
Mariusz Tyranowski (ur. 1955) – polski koszykarz występujący na pozycji środkowego.

## Osiągnięcia
Drużynowe
- Wicemistrz Polski (1982)
- Finalista pucharu Polski (1975, 1977)
- Awans do najwyższej klasy rozgrywkowej z Lechem Poznań (1981)

Reprezentacja
- Uczestnik mistrzostw Europy U–18 (1974 – 6. miejsce)[1]